# William Stewart (Haut-Canada et Canada-Ouest)
Pour les articles homonymes, voir William Stewart et Stewart.
William Stewart  (24 juillet 1803-21 mars 1856) est un homme d'affaires et homme politique du Haut-Canada et du Canada-Est.

## Biographie
Né à Carbost (en) sur l'île de Skye en Écosse, il s'installe dans le comté de Glengarry (en) dans le Haut-Canada peu de temps après avoir pris pied au Québec. En 1827, il s'installe à Bytown où il ouvre un magasin et un taverne. Il est élu au premier conseil municipal en 1828 et contribue à la création du Carleton General Protestant Hospital, aujourd'hui la Ottawa Civic Hospital (en).
Plusieurs rues du centre-ville ont été construites sur des territoires appartenant à la famille Stewart. Catherine Street, pour sa femme, James Street et McLeod Street pour son fils, Flora Street, Isabella Street, Florence Street et Ann Street pour ses filles.
Durant les années 1830, il œuvre dans le commerce du bois de la rivière des Outaouais et est membre fondateur de la Ottawa Lumber Association. Il vend ses terres de Sandy Hill à la ville en même temps que Louis-Théodore Besserer. Stewart à également exploité une vaste ferme le long de la rivière Rideau.

## Politique
En 1841, il se présente contre Stewart Derbishire (en), candidat commandité par le gouverneur Lord Sydenham, pour représenter Bytown à l'Assemblée législative de la province du Canada alors que tous les autres candidats avaient renoncé après des persuasions faites par Sydenham. Élu en 1943, lors d'une élection partielle, il représente le comté de Russell et ensuite Bytown dans la 2e législature de la province du Canada de 1844 à 1847. C'est alors qu'il propose la construction d'un canal entre Bytown et la baie Géorgienne. Membre fondateur de l'Église presbytérienne Saint Andrew's, il est également membre du conseil et directeur de la Bank of British North America (en).

## Fin de vie
Malade, il meurt à Toronto en 1856 alors qu'il représentait la ville d'Ottawa. Son fils, McLeod Stewart (en), sera maire d'Ottawa de 1887 à 1888 et son frère, Neil Stewart.